# Judovska avtonomna oblast
Judovska avtonomna oblast (JAO; rusko Евре́йская автоно́мная о́бласть (ЕАО), latinizirano: Jevrejskaja avtonomnaja oblast; jidiško ייִדישע אװטאָנאָמע געגנט, latinizirano: yidishe avtonome gegnt, IPA: [jɪdɪʃɛ avtɔnɔmɛ ɡɛɡnt]) je federalni subjekt Rusije, ki leži na ruskem Daljnem vzhodu. Meji na Habarovski okraj in Amursko oblast ter na kitajsko provinco Heilongdžiang. Njen upravni center je v Birobidžanu.
JAO je bila ustanovljena na podlagi sovjetskega uradnega dekreta leta 1928, uradno pa je bila ustanovljena leta 1934. Na višku konec 40. let 20. stoletja, je bila judovska populacija oblasti okrog 46.000–50.000 ali približno 25 % prebivalstva.  Do leta 1959 se je judovsko prebivalstvo razpolovilo, do leta 1989 pa padlo na 4 % prebivalstva oblasti, zaradi umika omejitve glede selitev v Vzhodnem bloku. Leta 2010 je bilo po uradnih podatkih v oblasti le še okrog 1600 ljudi judovskega porekla (malo manj kot 1 % in okrog 1 % vseh Judov v državi), etnični Rusi pa so predstavljali 93 % prebivalstva. Po podatkih popisa z leta 2021, je bilo v JAO le še 837 etničnih Judov (0,6 %).
Po 65. členu ruske ustave je JAO edina ruska avtonomna oblast. Z Izraelom je eno od dveh uradnih judovskih ozemelj na svetu.
Severni in zahodni del oblasti sta gorata, južni in vzhodni del pa sta del doline Amurja.
Območje ima monsunsko/anticiklonsko podnebje s toplimi, mokrimi in vlažnimi poletji zaradi vpliva vzhodnoazijskega monsuna. Zime so mrzle, suhe in vetrovne.

## Zgodovina
Do leta 1858 je bilo ozemlje današnje JAO del Kitajske. Leta 1858 pa je z Aigunsko pogodbo (in s Pekinškim dogovorom iz leta 1860) postal severni breg Amurja del Ruskega imperija.
Leta 1899 se je začela gradnja Transsibirske železnice med Čito in Vladivostokom na območju današnje JAO. Projekt je pripeljal veliko priseljencev in nastalo je več novih naselij. Gradnja železnice se je končala oktobra 1916 z otvoritvijo 2590 m dolgega Habarovskega mosta čez Amur pri Habarovsku.